# Senimen
Senimen war ein altägyptischer Beamter, der unter der regierenden Königin Hatschepsut amtierte. Er ist aus verschiedenen Quellen bekannt, wonach er vor allem mit der Erziehung der Königstochter Neferure beauftragt war. 
Senimen trug den Titel Kind des Harems von Nebpehtire, der andeutet, dass Senimen unter König Ahmose aufwuchs. Nebpehtire ist der Thronname von Ahmose. Vielleicht schon in der Regierungszeit von Thutmosis II. wurde er Hausverwalter der Königstochter. Die Königstochter Neferure spielte unter Thutmosis II. und Hatschepsut eine besondere Rolle und hatte offensichtlich auch eigene Ländereien, die von Senimen verwaltet wurden. Er wurde schließlich auch zum Lehrer der Königstochter ernannt. Da er zu dieser Zeit schon recht alt war, wurde er um das 7. Regierungsjahr von Hatschepsut durch Senenmut in dieser Funktion ersetzt.
Es ist kaum etwas zur Familie von Senimen bekannt. Seine Mutter hieß Senemiah. Die ältere Forschung betrachtete ihn als Bruder des Senenmut, was mittlerweile aber als unbewiesen gilt. Senimen und seine Mutter sind aber in Senenmuts Grab (TT71) dargestellt, was zumindest eine verwandtschaftliche Beziehung andeutet. Senimen wurde im thebanischen Grab TT252 bestattet.